# Clément Lefert
Clément Lefert (Nice (Alpes-Maritimes), 26 september 1987) is een voormalige Franse zwemmer. Hij vertegenwoordigde zijn vaderland op de Olympische Zomerspelen 2008 in Peking en op de Olympische Zomerspelen 2012 in Londen.

## Carrière
Bij zijn internationale debuut, op de Europese kampioenschappen kortebaanzwemmen 2007 in Debrecen, strandde Lefert op al zijn afstanden in de series.
Tijdens de Olympische Zomerspelen van 2008 in Peking werd de Fransman samen met Sebastien Bodet, Mathieu Madelaine en Amaury Leveaux uitgeschakeld in de series van de 4x200 meter vrije slag. Op de Europese kampioenschappen kortebaanzwemmen 2008 in Rijeka eindigde Lefert als zevende op de 200 meter vrije slag, daarnaast strandde hij in de series van de 400 meter vrije slag en de 200 meter vlinderslag.
In Rome nam de Fransman deel aan de wereldkampioenschappen zwemmen 2009, op dit toernooi werd hij uitgeschakeld in de series van de 100 meter vlinderslag. Samen met Jérémy Stravius, Hugues Duboscq en Alain Bernard eindigde hij als vijfde op de 4x100 meter wisselslag.
Tijdens de Europese kampioenschappen zwemmen 2010 in Boedapest sleepte Lefert samen met Yannick Agnel, Antton Haramboure en Jérémy Stravius de bronzen medaille in de wacht op de 4x200 meter vrije slag. Op de 4x100 meter wisselslag zwom hij samen met Jérémy Stravius, Hugues Duboscq en William Meynard in de series, in de finale veroverde Duboscq samen met Camille Lacourt, Frédérick Bousquet en Fabien Gilot de Europese titel. Voor zijn aandeel in de series werd Lefert beloond met de gouden medaille. Op de wereldkampioenschappen kortebaanzwemmen 2010 in Dubai strandde de Fransman in de series van zowel de 200 meter vrije slag als de 100 meter vlinderslag, op de 4x200 meter vrije slag legde hij samen met Yannick Agnel, Fabien Gilot en Jérémy Stravius beslag op de bronzen medaille. Samen met Jérémy Stravius, Hugues Duboscq en Yannick Agnel zwom hij in de series van de 4x100 meter wisselslag, in de finale eindigde Duboscq samen met Camille Lacourt, Frédérick Bousquet en Fabien Gilot op de vierde plaats.
In Londen nam Lefert deel aan de Olympische Zomerspelen van 2012. Op dit toernooi veroverde hij samen met Fabien Gilot, Amaury Leveaux en Yannick Agnel de gouden medaille op de 4x100 meter vrije slag. In de laatste 50 meter wist Agnel de achterstand op het Amerikaanse team nog om te buigen naar een voorsprong. Samen met Amaury Leveaux, Grégory Mallet en Yannick Agnel sleepte hij de zilveren medaille in de wacht op de 4x200 meter vrije slag. Individueel strandde hij in de series van de 100 meter vlinderslag.

## Internationale toernooien
| Jaar | Olympische Spelen                                            | WK langebaan                              | WK kortebaan | EK langebaan                                                        | EK kortebaan                                                                      |
| ---- | ------------------------------------------------------------ | ----------------------------------------- | --- | ------------------------------------------------------------------- | --------------------------------------------------------------------------------- |
| 2007 |                                                              | geen deelname                             | |                                                                     | 37e 50m vlinderslag 24e 100m vlinderslag 15e 200m vlinderslag 17e 200m wisselslag |
| 2008 | 10e 4x200m vrije slag                                        |                                           | geen deelname | geen deelname                                                       | 7e 200m vrije slag 14e 400m vrije slag 13e 200m vlinderslag                       |
| 2009 |                                                              | 17e 100m vlinderslag 5e 4x100m wisselslag | |                                                                     | geen deelname                                                                     |
| 2010 |                                                              |                                           | 17e 200m vrije slag · 32e 100m vlinderslag · 4x200m vrije slag · 4e 4x100 meter wisselslag · Lefert zwom enkel de series | 4x200m vrije slag · 4x100m wisselslag · Lefert zwom enkel de series | geen deelname                                                                     |
| 2011 |                                                              | geen deelname                             | |                                                                     | geen deelname                                                                     |
| 2012 | 30e 100m vlinderslag · 4x100m vrije slag · 4x200m vrije slag |                                           | geen deelname | geen deelname                                                       | geen deelname                                                                     |

## Persoonlijke records
Bijgewerkt tot en met 22 maart 2012
Kortebaan
| Afstand          | Tijd    | Datum            | Plaats  |
| ---------------- | ------- | ---------------- | ------- |
| 200m vrije slag  | 1.44,44 | 6 december 2008  | Angers  |
| 400m vrije slag  | 3.43,59 | 7 december 2008  | Angers  |
| 100m vlinderslag | 52,34   | 20 december 2008 | Antibes |
| 200m vlinderslag | 1.55,26 | 7 december 2008  | Angers  |

Langebaan
| Afstand          | Tijd    | Datum         | Plaats      |
| ---------------- | ------- | ------------- | ----------- |
| 100m vrije slag  | 48,64   | 22 maart 2012 | Duinkerke   |
| 200m vrije slag  | 1.46,90 | 20 maart 2012 | Duinkerke   |
| 400m vrije slag  | 3.49,91 | 27 juni 2009  | Pescara     |
| 100m vlinderslag | 51,42   | 24 april 2009 | Montpellier |
| 200m vlinderslag | 1.55,05 | 22 april 2009 | Montpellier |